# Kintu Musoke
Kintu Musoke (ur. 5 sierpnia 1938 w dystrykcie Masaka jako Kinto Musoke) – ugandyjski dziennikarz i polityk, premier Ugandy od 18 listopada 1994 do 5 kwietnia 1999.
Urodził się jako jeden z piętnaściorga rodzeństwa w rodzinie chrześcijańskiej, jednak został ateistą. Odmówiono mu studiowania nauk politycznych w Kampali; ukończył studia z politologii, dziennikarstwa i filozofii na Uniwersytecie w Delhi.
Po powrocie do kraju w 1963 działał w młodzieżówce Ludowego Kongresu Ugandy, z której wyrzucono go w 1965. Pracował w gazetach jako dziennikarz, w 1963 był założycielem stowarzyszenia dziennikarzy. W 1980 powrócił do świata polityki i zaangażował się w działanie Narodowego Ruch Oporu. Został doradcą prezydenta, piastował też funkcje ministerialne: od 1989 ministra informacji, od 1991 odpowiedzialnego za kontakty z prezydentem. W latach 1994–1999 sprawował funkcję premiera.
Od 2004 działa jako koordynator krajowego programu walki z AIDS, kieruje też radami zajmującymi się edukacją i mediami.
Żyje w związku poligamicznym z sześcioma żonami i dwudziestką dzieci. Deklaruje się jako przeciwnik trybalizmu i zwolennik panafrykanizmu.